# I-dle
Le I-dle, precedentemente conosciute come (G)I-dle, sono un gruppo musicale sudcoreano formatosi a Seul nel 2018 sotto la CUBE Entertainment. Il nome originale, che includeva la lettera "G" tra parentesi, stava per "Girls", enfatizzando la loro identità come idol femminili.
Il gruppo ha debuttato il 2 maggio 2018 con l'EP I Am e inizialmente era composto da sei membri: Miyeon, Minnie, Soojin, Soyeon, Yuqi e Shuhua. Tuttavia, ad agosto 2021, Soojin ha lasciato il gruppo, portando la formazione a cinque membri.
Il 2 maggio 2025, in occasione del loro 7º anniversario, il gruppo ha cambiato nome nome da (G)I-dle a I-dle. Con la rimozione della "G", il gruppo ha voluto riaffermare una nuova identità artistica, che trascende le etichette di genere e promuove un'immagine più inclusiva; anche le parentesi sono state eliminate per sottolineare la volontà di esprimere musica e concetti senza limiti o barriere.
Nel luglio 2025 sono presenti tramite una collaborazione nel videogioco Solo Leveling: Arise.

## Carriera

### Prima del debutto
Nel 2016, Soyeon rappresentò la Cube Entertainment nel talent show Produce 101. Fu una concorrente popolare per tutta la durata della prima edizione, raggiungendo il 10º posto al quinto episodio, ma si classificò ventesima durante la serata finale e non riuscì a diventare membro delle I.O.I. Gareggiò anche in Unpretty Rapstar 3, finendo terza. Più tardi debuttò come solista pubblicando due singoli, "Jelly" e "Idle Song".
Miyeon si è formata musicalmente presso la YG Entertainment tra il 2010 e il 2015, lasciando l'azienda a causa di complicazioni sconosciute riguardanti il suo debutto con le Blackpink e successivamente frequentando un'accademia di canto. Prima di entrare a far parte della Cube Entertainment, ha lavorato come cantante freelance e si è esibita con Lim Seul-ong durante il tour in Canada di Urban Zakapa nel settembre 2016. Nel 2017, Miyeon ha avuto un piccolo ruolo nel video musicale di You di Lim Seul-ong. Soojin faceva parte del girl group Vividiva sotto la DN Entertainment con lo pseudonimo di N.Na, ma se ne andò prima del debutto nel 2015. Minnie, Yuqi e Shuhua apparvero in un video promozionale di Rising Star Cosmetic nel giugno 2017. Shuhua comparve nel video musicale di "Pet" di 10 cm a settembre 2017. Minnie partecipò all'album Dance Party di Line Friends, pubblicato a novembre 2017.  Dall'aprile 2018, Miyeon e Minnie realizzarono quattro cover caricate sul canale YouTube di Dingo Music; Yuqi apparve in un breve video sempre per Dingo Music.
Il 22 marzo 2018, la Cube Entertainment annunciò che Soyeon avrebbe debuttato in un girl group nella prima metà del 2018 e il 5 aprile ne fu svelato il nome, (G)I-dle. La casa discografica pubblicò le foto singole di ciascun membro nei giorni successivi.

### 2018: Debutto eHann

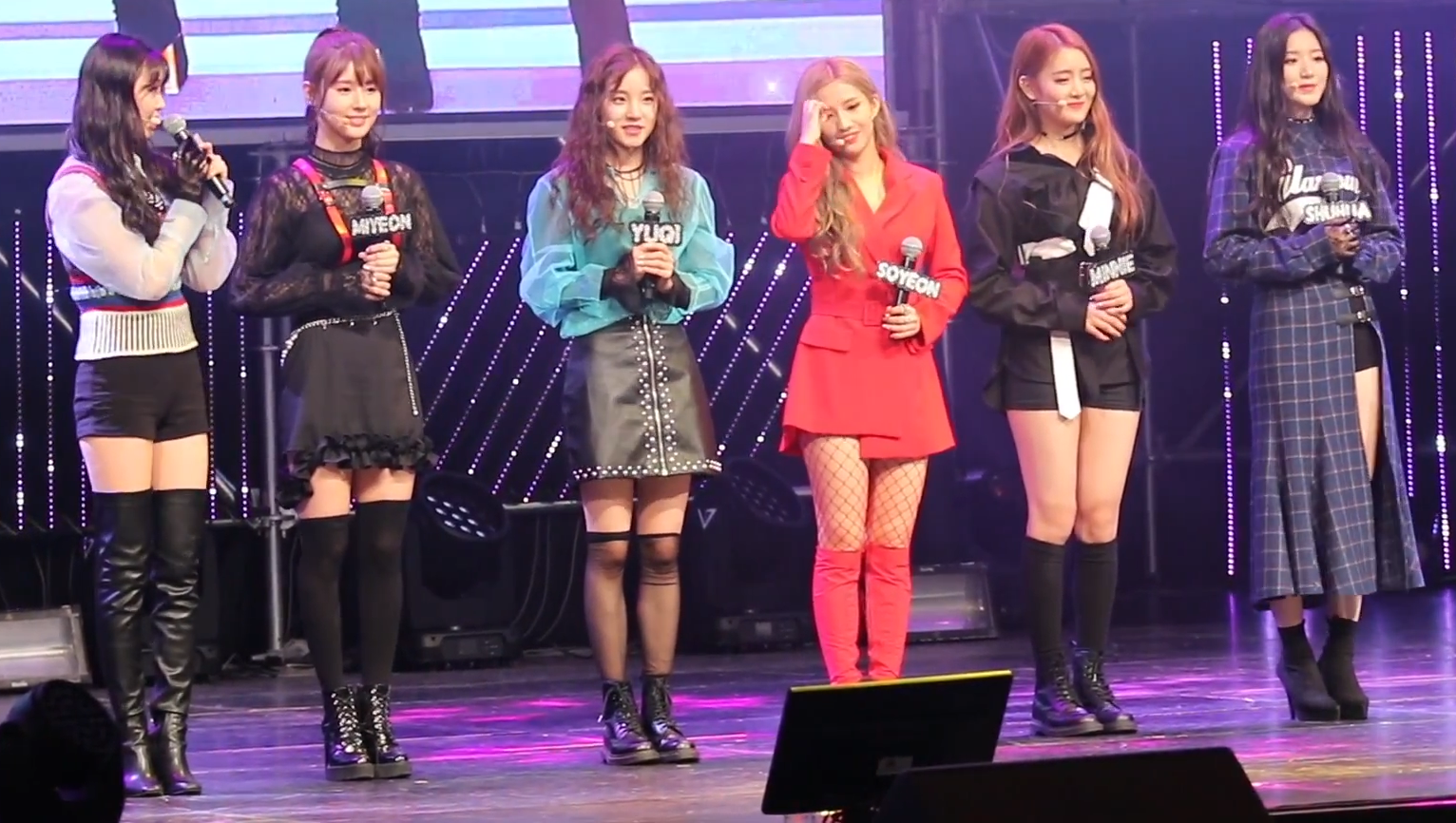
La formazione originale delle (G)I-dle durante lo showcase di debutto, il 2 maggio 2018.

Il gruppo debuttò il 2 maggio 2018 con il primo extended play I Am, promosso dalla title track Latata. Il disco esordì al tredicesimo posto nella Circle Chart settimanale pubblicata il 10 maggio, ebbe il picco alla sesta posizione e vendette oltre 21 000 copie. Raggiunse la settima posizione nella classifica di Taiwan, mentre arrivò quinto nella Billboard World Albums Chart del 9 maggio. Anche Latata entrò nelle classifiche: le sue massime posizioni furono dodicesima nella Gaon Chart, ventiduesima nella Kpop Hot 100 e quarta nella Billboard World Digital Songs con oltre 2 000 download.
Le (G)I-dle ricevettero il primo premio di uno show musicale a The Show il 22 maggio, venti giorni dopo il loro debutto. Due giorni dopo, vinsero il secondo show musicale, M Countdown, seguito dalla terza vittoria, sempre a The Show. Il 5 giugno fecero il loro debutto nella Social 50 Chart di Billboard alla posizione numero 36. Ricevettero il premio di Female Rookie Idol of the Year ai Brand of the Year Korea Awards 2018.
Il 14 agosto, le (G)I-dle pubblicarono il singolo Hann (Alone), il cui videoclip superò 2 000 000 visualizzazioni su YouTube in dodici ore.
Per tutto il resto del 2018, le (G)I-dle vinsero numerosi premi da principiante ai maggiori spettacoli di musica coreani di fine anno, tra cui l'Asia Artist Award, Circle Chart Music Award, Genie Music Award, Golden Disc Award, Korea Popular Music Award e Melon Music Award.
Billboard le classificò in cima alla lista come i migliori nuovi gruppi K-pop del 2018.

### 2019:I Made,Uh-Ohe debutto in Giappone

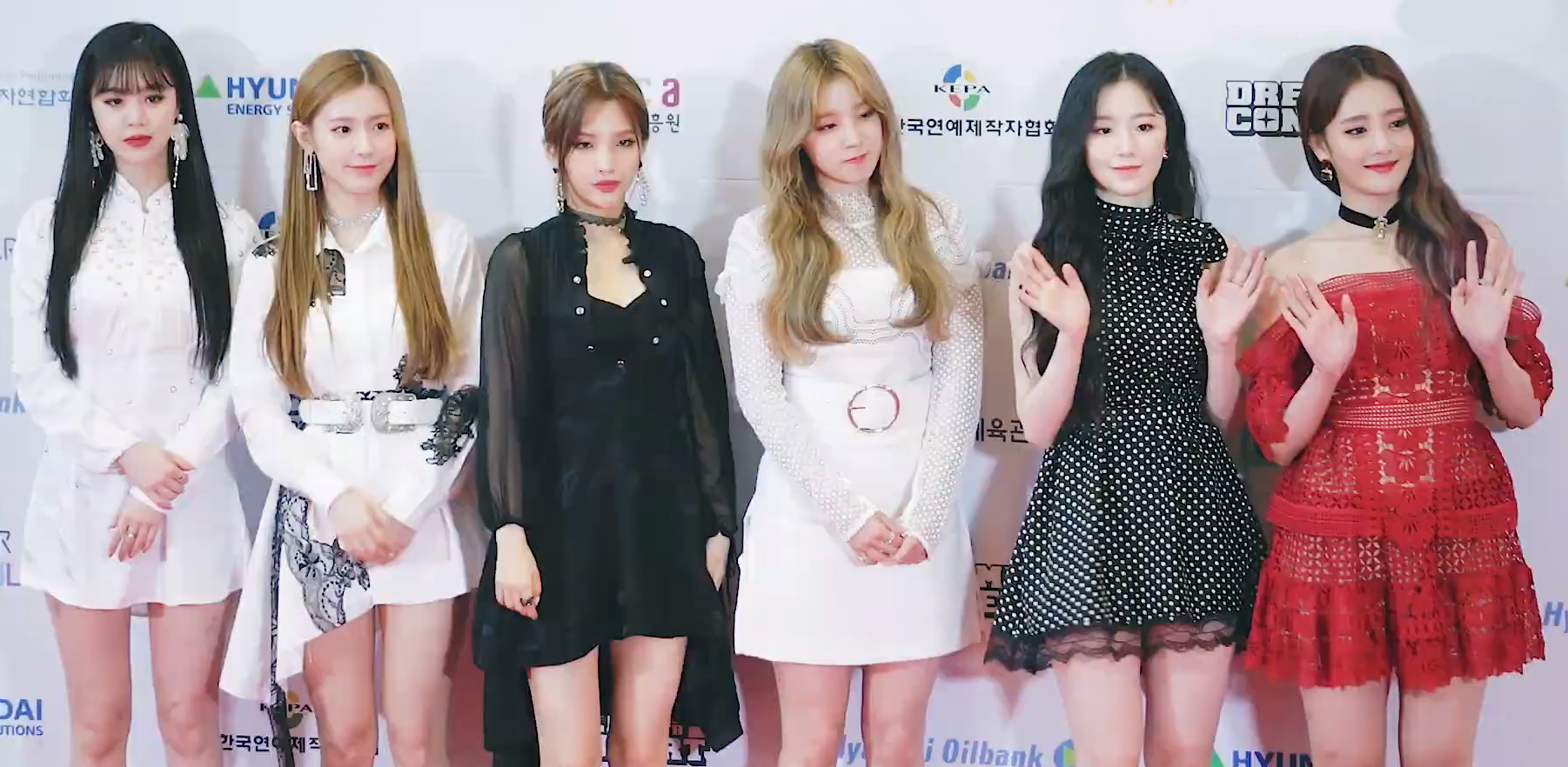
La formazione originale delle (G)I-dle al Dream Concert il 18 maggio 2019

Il 26 febbraio 2019 pubblicarono il loro secondo EP, I Made. L'EP contiene cinque tracce, incluso il brano principale Senorita, scritto e composto dal membro So-yeon e da Big Sancho. Il 26 giugno pubblicarono il singolo Uh-Oh. La canzone si classificò al numero 22 su NetEase Cloud Music China per la prima metà del 2019, rendendoli l'unico gruppo K-pop a classificarsi.
Il gruppo tenne uno showcase al Mainabi Blitz Akasaka il 23 luglio 2019. Lo showcase vendette oltre 1 000 biglietti con una partecipazione di 1 500 persone. Venne riferito che circa 15 000 persone chiesero di partecipare, ma a causa del limite di capacità della sede non fu concesso. Il 31 luglio 2019, debuttarono nel mercato giapponese con l'uscita dell'EP Latata.
Il gruppo partecipò a un reality show per ragazze del gruppo Queendom, creato dalla Mnet; pubblicheranno tracce singole e competeranno per chi dominerà le classifiche.

### 2020-2021:I-Land Tour,I Trust,I Burne l'uscita di Soojin dal gruppo
Il 28 gennaio 2020, il gruppo ha annunciato il suo primo tour mondiale, intitolato "I-Land: Who Am I", che avrebbe attraversato 32 diverse città del mondo. Successivamente, è stato annunciato il loro spettacolo iniziato a Bangkok il quale è stato posticipato in risposta allo scoppio della pandemia di coronavirus.
Il 26 marzo 2020, è stato annunciato che avrebbero fatto parte della line-up di Twitch Stream Aid 2020, prevista per il 28 marzo. Il livestream è un concerto di 12 ore di livestream finalizzato a raccogliere fondi per il soccorso di COVID-19.
Il 6 aprile 2020, il gruppo ha pubblicato il loro terzo EP intitolato I Trust accompagnato dal brano principale Oh My God. L'EP è composto da cinque brani, tra cui una versione in lingua inglese della title track. L'album ha fatto oltre 91.311 preordini, diventando il loro mini album più preordinato e il loro album più venduto con 100 000 copie fisiche in tre giorni. Il video musicale di Oh My God ha infranto il loro record personale accumulando 17 milioni di visualizzazioni in 24 ore. In concomitanza con la pubblicazione del disco, le (G)I-dle hanno firmato un contratto con la Republic Records per promuovere nel mercato degli Stati Uniti.
Il 14 agosto 2021, la Cube Entertainment, etichetta discografica del gruppo, annuncia con un comunicato stampa che Soojin ha lasciato il gruppo.

### 2022-2023:I Never Die, I am Free-ty, I Love, I Feel
Il gruppo è ritornato il 14 marzo 2022 con il loro primo album in studio intitolato I Never Die e con il singolo apripista "Tomboy".
Il 14 settembre 2022 è stato annunciato il loro quinto mini-album intitolato I Love, uscito il 17 ottobre insieme al singolo Nxde.
Il 18 aprile 2023 la Cube Entertainment annuncia l'uscita del sesto mini-album, I Feel, in concomitanza con l'annuncio del tour mondiale I am Free-ty, in partenza da Seoul il 17 giugno. Il 10 maggio è uscita anticipatamente Allergy con annesso video musicale. Il 15 maggio il gruppo ha pubblicato il mini-album e il video musicale di Queencard.
Il 10 luglio è stato annunciato che le (G)I-dle avrebbero collaborato con la 88rising per pubblicare il loro primo EP in lingua inglese, Heat, il 5 ottobre. Il primo singolo, I Do, è uscito il 13 luglio. Il 5 ottobre, insieme all'EP, il brano I Want That è stato estratto come secondo singolo.
Il 9 novembre, è stata annunciata la collaborazione tra Soyeon, Liz delle IVE e Winter delle Aespa nel singolo Nobody, uscito il 16 novembre.

### 2024:2 e I SWAY
Il 7 gennaio 2024, è stata annunciata l'uscita del secondo album in studio 2 il  29 gennaio seguente. Il 22 gennaio è uscita in anteprima Wife; il 29 gennaio 2024 è uscito il singolo Super Lady uscito in concomitanza con la pubblicazione dell'album. L'8 luglio è uscito il settimo EP intitolato I sway con il singolo Klaxon.

### 2025: Da (G)I-dle a I-dle
il 2 maggio del 2025, è stato annunciato dal gruppo il cambio di nome del gruppo da (G)I-dle a I-dle.

## Formazione
Attuale
- Soyeon (소연) – Leader, voce (2018-presente)[77]
- Miyeon (미연) – voce (2018-presente)[78]
- Minnie (민니) – voce (2018-presente)[79]
- Yuqi (우기, 雨琦) – voce (2018-presente)[80]
- Shuhua (슈화,舒華) – voce (2018-presente)[81]

Ex componenti
- Soojin (수진) – voce (2018-2021)

Timeline

## Discografia

### Album in studio
- 2022 – I Never Die
- 2024 – 2

### EP
- 2018 – I Am
- 2019 – I Made
- 2019 – Latata
- 2020 – I Trust
- 2020 – Oh My God
- 2021 – I Burn
- 2022 – I Love
- 2023 – I Feel
- 2023 – Heat
- 2024 – I Sway
- 2025 – We are I-dle

### Singoli
- 2018 – Hann (Alone)
- 2019 – Uh-Oh
- 2020 – Dumdi Dumdi
- 2024 – Wife

In lingua giapponese
- 2019 – Latata (Japanese ver.)
- 2020 – Oh My God (Japanese ver.)

In lingua inglese
- 2020 – Latata (English ver.)
- 2023 – I Do
- 2023 – I Want That

### Collaborazioni
- 2018 – Follow Your Dreams (con Kim Hyun-ah, Jo Kwon, BtoB, CLC, Pentagon e Yoo Seon-ho)
- 2018 – Mermaid (con Kim Hyun-ah, Jo Kwon, BtoB, CLC, Pentagon e Yoo Seon-ho)
- 2018 – Upgrade (con Kim Hyun-ah, Jo Kwon, BtoB, CLC, Pentagon e Yoo Seon-ho)
- 2018 – Young & One (con Kim Hyun-ah, Jo Kwon, BtoB, CLC, Pentagon e Yoo Seon-ho)
- 2018 – Pop/Stars (con Madison Beer e Jaira Burns)
- 2019 – Giants by True Damage (feat. Becky G, Thutmose, Keke Palmer, Soyeon & DUCKWRTH)
- 2020 – The Baddest (feat. Wolftyla, Bea Miller)
- 2020 – MORE (feat. Madison Beer, Jaira Burns, Lexie Liu)
- 2023 – Expectations (Anne-Marie feat. Minnie)
- 2023 – Nobody (Soyeon con Liz e Winter)

### Colonne sonore
- 2018 – Run! (Relay) (per Running Man: Pululu's Counterattack)[82]
- 2019 – Help Me (per Her Private Life)[83]

## Videografia
- 2018 – Latata
- 2018 – Hann (Alone)
- 2019 – Senorita
- 2019 – Blow Your Mind
- 2019 – Uh-Oh
- 2019 – Latata (Japanese version)
- 2019 – Lion
- 2020 – Oh My God
- 2020 – I'm the Trend
- 2020 – Dumdi Dumdi
- 2020 – I'm the Trend (special clip)
- 2020 – Oh My God (Japanese version)
- 2021 – Hwaa
- 2021 – Hwaa (Dimitri Vegas & Like Mike remix)
- 2021 – Last Dance
- 2022 – My Bag (track video)
- 2022 – Tomboy
- 2022 – Nxde
- 2022 – Change (live clip)
- 2023 – Allergy
- 2023 – Queencard
- 2023 – I Do
- 2023 – I Want That
- 2024 – Wife
- 2024 – Super Lady
- 2024 – Revenge
- 2024 – Klaxon
- 2024 – Bloom (special clip)
- 2025 – Girlfriend
- 2025 – Good Thing

## Filmografia

### Variety show
- Queendom (2019)[54]

### Reality show
- (G)I-dle: I-Talk (2018-)
- (G)I-dle: Vlog in New York (2018)
- To Neverland (2019)[84]
- (G)I-dle: Little but Certain Happiness (2019)